# Słód

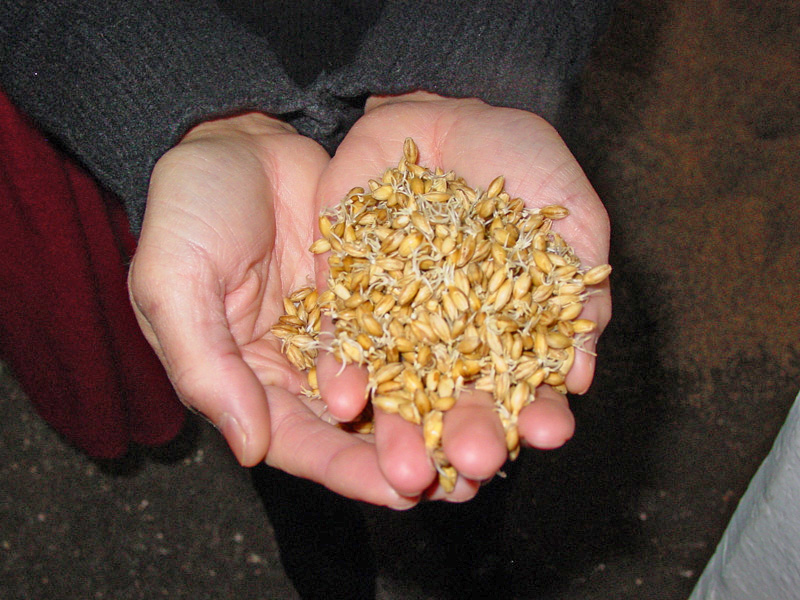
Słód jęczmienny

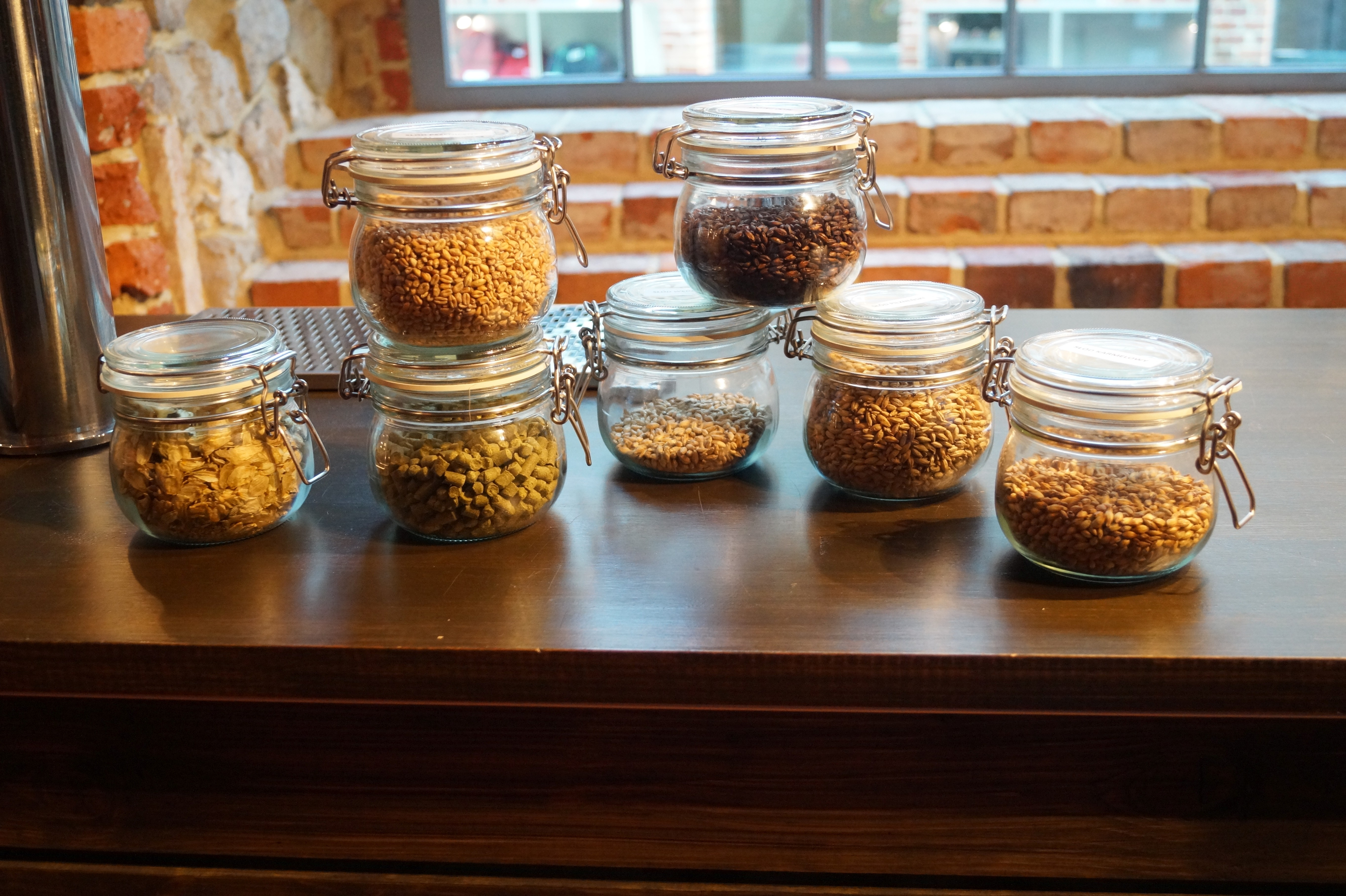
Różne rodzaje słodów

Słód – skiełkowane i wysuszone ziarna zbóż służące jako jeden z surowców do produkcji piwa lub whisky, szeroko wykorzystywany również w branży piekarskiej oraz do słodzenia czekolady i innych wyrobów cukierniczych, głównie słodkich mas.
Do wyrobu słodu typowo używa się ziarna jęczmienia. W piwowarstwie stosuje się poza tym słody pszeniczne, pilzneńskie, monachijskie, karmelowe jasne i ciemne, barwiące, zakwaszające, parzone, palone, wędzone, zielone i inne.
Parametry techniczne słodu określają jego barwę wyrażaną w międzynarodowej skali EBC, rozluźnienie (określone liczbą Kolbacha), czas scukrzenia i zawartość białka.

## Wyrób słodu
Proces słodowania odbywa się w słodowni, która może być częścią (działem) browaru lub stanowić odrębny zakład specjalizujący się w skupie surowca (zbóż), ich sortowaniu i przetwarzaniu (słodowaniu) oraz dostawach gotowego produktu dla wielu browarów. Na słodownie najlepiej nadają się piwnice – pomieszczenia wilgotne i mało podatne na wpływy pogody (zimna i gorąca).
Słodowanie sprowadza się do namoczenia oczyszczonego ziarna i utrzymaniu jego wilgotności przez odpowiednio długi czas. Moczenie, które trwa od trzech do czterech dni ma na celu zbudzenie zarodków z uśpienia i zapoczątkowanie przez nie wstępnych etapów kiełkowania. Towarzyszy temu wydzielanie się w ziarnie enzymów rozkładających zapasowe białko i cukry. Największe znaczenie ma amylaza pomagająca rozbić zawartą w jęczmieniu skrobię na cukry proste i dwucukry (przede wszystkim maltozę). W słodowaniu ważne jest, aby jak najwięcej materiałów zapasowych rozbić na cukry proste i aminokwasy, a równocześnie sprawić, aby jak najmniej z nich mógł wykorzystać zarodek. Przyswajalne substancje odżywcze, niewykorzystane przez zarodek, stanowią substrat fermentacji alkoholowej przeprowadzanej przez drożdże w browarze, podczas warzenia piwa lub whisky.
W odpowiednim momencie ziarno się suszy, a przez to zatrzymuje wewnętrzne procesy życiowe, przeprowadza odkiełkowanie (mechanicznie odrywa się kiełki), a następnie przeprowadza się trwające 4-6 tygodni dosuszanie ziarna (dojrzewanie słodu).
Wytwarza się także słody wędzone, które nadają piwu specyficzny smak. W Polsce popularne było kiedyś piwo grodziskie wytwarzane właśnie ze słodu pszenicznego wędzonego dymem z drewna dębowego.